# Rude Awakening
Rude Awakening — концертный альбом американской хэви-метал-группы Megadeth, выпущенный в 2002 году. Это последний релиз до распада группы (в 2004 году Megadeth собрались вновь, но от прежнего состава остался лишь Дэйв Мастейн).

## Об альбоме
Rude Awakening должен был быть записан в Аргентине, но из-за террористических актов 11 сентября 2001 года группа приняла решение записываться на концерте в США.
Треки на диске и DVD записаны на двух концертах, прошедших за две ночи друг за другом. Первый прошёл в городе Тусон, а второй — в Финиксе (оба в штате Аризона).

## Список композиций

### Диск 1
| №   | Название                      | Текст песни             | Музыка                 | Длительность |
| --- | ----------------------------- | ----------------------- | ---------------------- | ------------ |
| 1.  | «Dread and the Fugitive Mind» | Дэйв Мастейн            | Мастейн                | 4:12         |
| 2.  | «Kill the King»               | Мастейн                 | Мастейн                | 3:50         |
| 3.  | «Wake Up Dead»                | Мастейн                 | Мастейн                | 3:26         |
| 4.  | «In My Darkest Hour»          | Мастейн, Дэвид Эллефсон | Мастейн                | 5:28         |
| 5.  | «Angry Again»                 | Мастейн                 | Мастейн                | 3:22         |
| 6.  | «She-Wolf»                    | Мастейн                 | Мастейн                | 8:17         |
| 7.  | «Reckoning Day»               | Мастейн, Эллефсон       | Мастейн, Марти Фридмен | 4:24         |
| 8.  | «Devil's Island»              | Мастейн                 | Мастейн                | 5:06         |
| 9.  | «Train of Consequences»       | Мастейн                 | Мастейн                | 4:30         |
| 10. | «A Tout le Monde»             | Мастейн                 | Мастейн                | 4:49         |
| 11. | «Burning Bridges»             | Мастейн                 | Мастейн                | 4:56         |
| 12. | «Hangar 18»                   | Мастейн                 | Мастейн                | 4:45         |
| 13. | «Return to Hangar»            | Мастейн                 | Мастейн                | 3:54         |
| 14. | «Hook in Mouth»               | Мастейн                 | Мастейн, Эллефсон      | 4:40         |

### Disc 2
| №   | Название                  | Текст песни       | Музыка                                | Длительность |
| --- | ------------------------- | ----------------- | ------------------------------------- | ------------ |
| 1.  | «Almost Honest»           | Мастейн           | Мастейн, Фридмен                      | 3:57         |
| 2.  | «1000 Times Goodbye»      | Мастейн           | Мастейн                               | 6:14         |
| 3.  | «Mechanix»                | Мастейн           | Мастейн                               | 4:36         |
| 4.  | «Tornado of Souls»        | Мастейн, Эллефсон | Мастейн                               | 5:47         |
| 5.  | «Ashes in Your Mouth»     | Мастейн           | Мастейн, Фридмен, Эллефсон, Ник Менца | 6:04         |
| 6.  | «Sweating Bullets»        | Мастейн           | Мастейн                               | 4:38         |
| 7.  | «Trust»                   | Мастейн           | Мастейн, Фридмен                      | 6:46         |
| 8.  | «Symphony of Destruction» | Мастейн           | Мастейн                               | 4:50         |
| 9.  | «Peace Sells»             | Мастейн           | Мастейн                               | 5:22         |
| 10. | «Holy Wars»               | Мастейн           | Мастейн                               | 8:51         |
| 11. | «Silent Scorn»            | (инструментал)    | Мастейн                               | 1:42         |

## Позиции в чартах
Альбом
| Год  | Чарт          | Позиция |
| ---- | ------------- | ------- |
| 2002 | Billboard 200 | 115     |
| 2002 | Франция       | 93      |

## Участники записи
- Дэйв Мастейн — вокал, гитара
- Дэвид Эллефсон — бас-гитара, бэк-вокал
- Эл Питрелли — гитара, бэк-вокал
- Джимми Деграссо — ударные